# Бадаргандж
Бадаргандж (бенг. বদরগঞ্জ, англ. Badarganj) — город и муниципалитет на севере Бангладеш, административный центр одноимённого подокруга. Площадь города равна 21,88 км². По данным переписи 2001 года, в городе проживало 24 356 человек, из которых мужчины составляли 51,88 %, женщины — соответственно 48,12 %. Уровень грамотности населения составлял 31,1 % (при среднем по Бангладеш показателе 43,1 %).